# سیون سونو
سیون سونو (به ژاپنی: 園 子温 Sono Shion)؛ (زادهٔ ۱۸ دسامبر ۱۹۶۱) هنرپیشه، شاعر، رمان‌نویس، کارگردان فیلم و فیلم‌نامه‌نویس اهل ژاپن است. سونو سال ۱۹۸۴ تا کنون ۵۱ فیلم را در جایگاه کارگردان و فیلمنامه‌نویس در کارنامه‌ی خود دارد که ۴۲ تا از آن‌ها فیلم‌های سینمایی بلند هستند.

## حرفه
سیون سونو در سال ۱۹۶۱ در منطقه ایچی به دنیا آمد. در ۱۷ سالگی از خانه فرار کرد و به یک فرقه مسیحی پیوست که بعدها الهام بخش فیلم ابراز عشق در سال ۲۰۰۸ بود. سونو پیش از برداشتن اولین گام‌های خود در کارگردانی با ساخت یک سری فیلم کوتاه سوپر ۸ در دوران دانشجویی ، کار خود را به عنوان شاعر آغاز کرد.
او اولین فیلم بلند خود را به صورت ۱۶ میلی متری در سال ۱۹۹۰ با عنوان "آه های دوچرخه" (Jitensha Toiki) ساخت ، قصه ای در مورد دو فرد نابارور در ژاپن کمال گرا. سونو در این فیلم به طور مشترک نویسندگی ، کارگردانی و بازی کرد. در سال ۱۹۹۰ ، سونو به سانفرانسیسکو نقل مکان کرد و در دانشگاه برکلی پذیرفته شد. با این وجود، او هرگز در کلاسهای دانشگاه شرکت نکرد و در عوض وقت خود را صرف تماشای فیلم‌های B و فیلم‌های پورنو کرد. وی پس از بازگشت به ژاپن ، دومین فیلم بلند سینمایی خود را با نام اتاق (هیا) (۱۹۹۲) نوشت و کارگردانی کرد ، یک داستان عجیب در مورد یک قاتل زنجیره ای که به دنبال اتاقی تاریک در محله‌ای در توکیو بود. سونو با این فیلم موفق به حضور در جشنواره‌ی فیلم ساندنس شد. این فیلم در ۴۹ جشنواره در سراسر جهان از جمله جشنواره فیلم برلین و جشنواره روتردام گشت و گذار کرد. در سال‌های بعد ، سونو آثاری درام مانند I Am Keiko (۱۹۹۷) ، مستند ساختگی Utsushimi (۲۰۰۰) و فیلم صورتی معلمان بازی جنسی: عروق مدلینگ با بدن زن را کارگردانی کرد. (۲۰۰۰)